# Tasikmalaya
Tasikmalaya je město v indonéské provincii Západní Jáva. V roce 2023 zde žilo přibližně 724 tisíc obyvatel, v jeho metropolitní oblasti nicméně žije asi 1,34 milionu obyvatel. Město se dělí na celkem deset okrsků. Ve městě se nachází několik islámských internátních škol, díky čemuž je někdy přezdíváno jako město náboženských učenců. Leží asi 120 kilometrů jihovýchodně od města Bandung, které je hlavním městem provincie Západní Jáva. 
Město leží v oblasti s ekvatoriálním podnebím, během roku jsou zde četné deště. Město bylo opakovaně zasaženo různými zemětřeseními, jedno z nesilnějších v roce 2009 dosáhlo stupně 7 Richterovy stupnice